# 星間分子
星間分子（せいかんぶんし、interstellar molecule）は恒星間の希薄空間（星間空間）の中でも、一部にある高密度な分子雲中や晩期型星の存在する分子の総称。1930年代に光学望遠鏡によって観測された、希薄な分子雲中を通った紫外線の吸収が、分子雲の中に存在するCH、CNによるものであると1940年に確認され、初めて星間空間に分子が存在することが示された。その後、1960年代以降、電波望遠鏡が発展するに伴い、OHの発見を皮切りに多数の分子が発見され2000年までには100種類以上の分子が発見されている。
なお、存在量としては水素分子が圧倒的に多く、次いでCO（一酸化炭素）、H2O（水）、NH3（アンモニア）、HCHO（ホルムアルデヒド）、HCN（シアン化水素）の順で多い。